# Crassula solieri
Crassula solieri là một loài thực vật có hoa trong họ Crassulaceae. Loài này được (Gay) F.Meigen miêu tả khoa học đầu tiên năm 1893.